# Câu lạc bộ bóng chuyền Vĩnh Long
Câu lạc bộ bóng chuyền Vĩnh Long (tên gắn với nhà tài trợ là Xổ số kiến thiết Vĩnh Long (XSKT Vĩnh Long)) là một câu lạc bộ bóng chuyền Nam chuyên nghiệp có trụ sở ở Vĩnh Long, Việt Nam. Đây là đội bóng giành quyền thi đấu tại Giải bóng chuyền vô địch quốc gia Việt Nam 2024 sau khi đoạt chức vô địch giải bóng chuyền hạng A năm 2023. Trong lịch sử Giải bóng chuyền vô địch quốc gia Việt Nam, XSKT Vĩnh Long bị xuống hạng năm 2006 và trở lại vào năm 2013, thi đấu liên tục tới năm 2020 thì lại xuống hạng. Đội sau đó phải đối mặt với việc xuống hạng rồi lại lên hạng liên tục từ năm 2020 đến năm 2024. Tính đến hết năm 2024 tham gia 13 lần trên tổng số 21 mùa giải VĐQG.

## Thành tích
- Tại Giải vô địch bóng chuyền quốc gia Việt Nam, thành tích tốt nhất của Câu lạc bộ bóng chuyền Vĩnh Long là xếp hạng ba năm 2015.[2]
- Tại Giải bóng chuyền cúp Hùng Vương 2015, Vĩnh Long giành vị trí Á quân.[3]

## Đội hình thi đấu
Cập nhật danh sách tháng 6 năm 2022.
- Huấn luyện viên:  Nguyễn Hùng Sơn
- Trợ lý: Nguyễn Văn Hải, Trần Quốc Đạt

| STT | Họ và tên                  | Số áo | Năm sinh | Chiều cao (cm) | Bật đà (cm) | Bật chắn (cm) | Ghi chú                   |
| --- | -------------------------- | ----- | -------- | -------------- | ----------- | ------------- | ------------------------- |
| 1   | Trần Thanh Nhân (L)        | 1     | 2001     | 170            |             |               |                           |
| 2   | Nguyễn Chí Hải (L)         | 2     | 1998     | 178            |             |               |                           |
| 3   | Trần Hoàng Khang           | 4     | 1999     | 192            | 340         | 325           |                           |
| 4   | Trần Hoàng Nhựt Tân        | 5     | 1998     | 192            | 330         | 320           |                           |
| 5   | Lưu Đại Dương (S)          | 6     | 1992     | 185            | 325         | 315           |                           |
| 6   | Nguyễn Phúc Thịnh          | 7     | 2001     | 192            | 335         | 315           |                           |
| 7   | Trần Quốc Cuộc             | 8     | 1994     | 185            | 330         | 310           |                           |
| 8   | Trần Minh Tú               | 9     | 1994     | 187            | 325         | 315           |                           |
| 9   | Assannaphan Chantajom      | 10    | 1999     | 190            | 335         | 315           | Ngoại binh người Thái Lan |
| 10  | Lê Ngọc Trí                | 11    | 2001     | 192            | 325         | 310           |                           |
| 11  | Đoàn Trung Hiếu            | 12    | 1997     | 190            | 330         | 315           |                           |
| 12  | Nguyễn Thanh Bá            | 14    | 1995     | 186            | 325         | 310           |                           |
| 13  | Lê Quang Trường            | 15    | 1995     | 190            | 330         | 315           |                           |
| 14  | Nguyễn Trọng Quỳnh (C) (S) | 17    | 1995     | 184            | 320         | 310           |                           |